# 加瓦安山
加瓦安山（英語：Mount Gavaghan）是南極洲的山峰，位於麥克羅伯特森地，處於柯比山和克賴頓山之間，屬於查爾斯王子山脈中波爾托斯山脈的一部分，澳大利亞探險隊根據空中照片繪入地圖，現時由南極條約體系管理。